# فرانتيشيك فوهريزيك
فرانتيشيك فوهريزيك (مواليد 9 يناير 1907) هو مبارز بالسيف تشيكوسلوفاكي، مثّل بلاده في الألعاب الأولمبية الصيفية 1936.

## روابط خارجية
فرانتيشيك فوهريزيك على موقع أوليمبيديا (الإنجليزية)
- فرانتيشيك فوهريزيك على موقع اللجنة الأولمبية التشيكية (التشيكية)